# 1979 في المغرب
فيما يلي قوائم الأحداث التي وقعت خلال عام 1979 في المغرب.

## سياسة

### انتهاء فترة المنصب
- 1 يناير – عبد الواحد بلقزيز سفير المغرب لدى العراق.

## أفلام
من الأفلام التي صدرت هذه السنة في المغرب:
- 1 يناير – السراب من إخراج أحمد البوعناني.

## مواليد

### يناير
- 1 يناير – أشرف بزناني مصور مغربي.
- 1 يناير – عادل الكوش عداء مسافات متوسطة مغربي.
- 1 يناير – ناصر الزفزافي شاب مغربي قاد حراك الريف سنة 2017.
- 1 يناير – هشام علوي لاعب كرة قدم مغربي.
- 9 يناير – عادل لمرابط لاعب كرة قدم مغربي.
- 20 يناير – زهرة هندي
- 21 يناير – عبد الصمد وراد لاعب كرة قدم مغربي.
- 30 يناير – عثمان العساس لاعب كرة قدم مغربي.

### فبراير
- 11 فبراير – أرنو دي باسكوال لاعب كرة مضرب فرنسي.
- 15 فبراير – محمد مديحي لاعب كرة قدم مغربي.

### مارس
- 5 مارس – يوسف المختاري لاعب كرة قدم ألماني.
- 7 مارس – علي بوعبي لاعب كرة قدم مغربي.
- 17 مارس – هند ذهيبة منافِسة أوليمبية فرنسية.
- 29 مارس – هشام العمراني

### أبريل
- 4 أبريل – رضوان بركاوي لاعب كرة قدم مغربي.
- 17 أبريل – عبد المجيد الدين الجيلاني لاعب كرة قدم مغربي.
- 29 أبريل – يونس بواب

### مايو
- 19 مايو – بشرى غزيال رياضية فرنسية.

### يونيو
- 2 يونيو – نجاة الهاشمي
- 3 يونيو – عبد اللطيف حسيني كاتب مغربي.

### يوليو
- 18 يوليو – علي بوصابون لاعب كرة قدم مغربي.

### أغسطس
- 7 أغسطس – يوسف بابا منافِس أوليمبي مغربي.
- 23 أغسطس – بهية محتسن لاعبة كرة مضرب مغربية.
- 26 أغسطس – عديل سراج لاعب كرة قدم مغربي.

### سبتمبر
- 19 سبتمبر – محمد أرمومن لاعب كرة قدم مغربي.
- 19 سبتمبر – ياسين المعاشي ملاكم من المملكة المتحدة.

### نوفمبر
- 25 نوفمبر – كريم بنكوار لاعب كرة قدم مغربي.

## وفيات

### نوفمبر
- 24 نوفمبر – جون محمد بن عبد الجليل (مواليد 1904) قس مغربي.

### ديسمبر
- 8 ديسمبر – الجيلالي بناني (مواليد 1898) سياسي مغربي.